# Miroslav Mach
Miroslav Mach (* 22. července 1964) je český kytarista, působící ve skupině Arakain od roku 1986.
V letech 1984 – 1986 hrál v blackmetalové skupině Törr. Od roku 1986 hrál v kapele Arakain, krátce (1989 – 1990) pak působil ve skupině Alarm, aby se vrátil zpět do Arakainu, kde hraje dosud. Se skupinou Arakain nahrál všechny řadové desky. Rovněž se podílel na sólových deskách Aleše Brichty, Pavly Kapitánové či na desce Czech Masters of Rock Guitar.

## Zajímavosti
- Kromě hry na kytaru ovládá Mirek webdesign – spolupodílel se na tvorbě oficiálních stránek Arakainu.